# Hroznice
Hroznice (německy Hrosnitz, Rosnitz, Roßnitz) je malá vesnice, část obce Zbizuby v okrese Kutná Hora. Nachází se asi 1,5 kilometru severovýchodně od Zbizub. Hroznice leží v katastrálním území Vlková o výměře 3,77 km².

## Historie
První písemná zmínka o vesnici pochází z roku 1402.